# Vaarisaari
Vaarisaari är en ö i Finland. Den ligger i sjön Pienivesi och i kommunen Pertunmaa i den ekonomiska regionen  S:t Michel och landskapet Södra Savolax, i den södra delen av landet, 170 km nordost om huvudstaden Helsingfors. Öns area är 0,1 hektar och dess största längd är 50 meter i nord-sydlig riktning.